# Liste der Chief Minister von Arunachal Pradesh
Die folgende Tabelle listet die Chief Minister von Arunachal Pradesh mit Amtszeit und Parteizugehörigkeit auf.
| #  | Name                | Amtsantritt        | Ende der Amtszeit  | Partei |
| 1  | Prem Khandu Thungon | 13. August 1975    | 17. September 1979 | Indischer Nationalkongress |
| 2  | Tomo Riba           | 18. September 1979 | 2. November 1979   | People’s Party of Arunachal |
|    | (President’s rule)  | 3. November 1979   | 17. Januar 1980    | |
| 3  | Gegong Apang        | 18. Januar 1980    | 18. Januar 1999    | Indischer Nationalkongress, ab 1996 Arunachal Congress                                                                                          |
| 4  | Mukut Mithi         | 19. Januar 1999    | 2. August 2003     | |
| 5  | Gegong Apang        | 3. August 2003     | 8. April 2007      | |
| 6  | Dorjee Khandu       | 9. April 2007      | 30. April 2011     | Indischer Nationalkongress |
| 7  | Jarbom Gamlin       | 5. Mai 2011        | 31. Oktober 2011   | Indischer Nationalkongress |
| 8  | Nabam Tuki          | 1. November 2011   | 19. Februar 2016   | Indischer Nationalkongress |
|    | (President’s rule)  | 26. Januar 2016    | 19. Februar 2016   | |
| 9  | Kalikho Pul         | 19. Februar 2016   | 13. Juli 2016      | People’s Party of Arunachal |
| 10 | Nabam Tuki          | 13. Juli 2016      | 17. Juli 2016      | Indischer Nationalkongress |
| 11 | Pema Khandu         | 17. Juli 2016      | im Amt             | Indischer Nationalkongress, 16. September 2016 bis 31. Dezember 2016 People’s Party of Arunachal, seit 31. Dezember 2016 Bharatiya Janata Party |